# Молодость без молодости
«Молодость без молодости» (другие названия «Вторая молодость», «Человек без возраста», англ. Youth Without Youth) — драматический художественный фильм, поставленный режиссёром Фрэнсисом Фордом Копполой по мотивам одноимённой повести румынского писателя Мирчи Элиаде. Премьера фильма состоялась 20 октября 2007 года на кинофестивале в Риме.

## Сюжет
Румыния, 1938 год. Семидесятилетний профессор лингвистики и философии Доминик Матей пытается покончить жизнь самоубийством — любовь всей его жизни мертва, а труд всей его жизни по происхождению языков невозможно завершить. Внезапно поражённый молнией Доминик, выздоравливая, молодеет к удивлению румынских врачей во главе с профессором Станчулеску. Узнав об этом феномене, нацисты стремятся завладеть Домиником и провести над ним ряд экспериментов для создания новой человеческой расы. Матей уезжает в Швейцарию, где обретает новую любовь. Однако женщина по непонятным причинам очень быстро стареет.

## В ролях
| Актёр                 | Роль                                 |
| --------------------- | ------------------------------------ |
| Тим Рот               | Доминик Матей                        |
| Бруно Ганц            | профессор Станчулеску                |
| Александра Мария Лара | Вероника / Лаура                     |
| Андре Хеннике         | Йозеф Рудольф                        |
| Марчел Юреш           | профессор Джузеппе Туччи             |
| Адриан Пинтя          | эксперт                              |
| Александра Пиричи     | женщина из номера 6                  |
| Флорин Пирсич-мл.     | доктор Гаврила                       |
| Золтан Бутуч          | доктор Хирила                        |
| Адриана Титьени       | Анетта                               |
| Драгос Букур          | бармен                               |
| Анамария Маринка      | регистратор в гостинице              |
| Энди Васлуяну         | интерн                               |
| Мэтт Деймон           | репортёр журнала Life (нет в титрах) |
| Александру Репан      | доктор Шаванн                        |
| Ана Улару             | библиотекарь                         |
| Мирча Албулеску       | Давидоглу                            |

## Съёмочная группа
- Режиссёр-постановщик: Фрэнсис Форд Коппола
- Сценарист: Фрэнсис Форд Коппола
- Продюсеры: Фрэнсис Форд Коппола, Энахид Назарян
- Оператор: Михай Малаймер мл.
- Композиторы: Эд Голдфарб, Освальдо Голихов
- Монтажёр: Уолтер Мёрч

## Производство
Съёмочный фильма проходили в период с октября 2005 по март 2006 года.

## Прокат
В США фильм получил рейтинг R.
В мировом прокате фильм собрал 2,6 млн долларов.

## Оценки
В 2008 году фильм был номинирован на премию «Независимый дух» за лучшую операторскую работу Михая Мэлаймаре-мл..
Высокую оценку получила визуальная составляющая фильма в рецензии Мэнолы Даргис, одного из ведущих критиков газеты The New York Times, которая отметила, что чувства цвета, пропорции и визуальной гармонии в работе режиссёра Копполы остаются безупречны.